# Collision Course
Albums de Jay-Z
Unfinished Business
(2004) Kingdom Come
(2006)
Albums de Linkin Park
Live in Texas
(2003) Minutes to Midnight
(2007)
Singles
1. Numb/Encore
Sortie : 13 décembre 2004

Collision Course est un maxi du groupe Linkin Park avec le rappeur Jay-Z, sorti en 2004. Il utilise le principe du mash up qui consiste à mélanger l'univers de deux artistes. Ici, Jay-Z et Linkin Park mettent des titres en commun en gardant parfois les musiques de l'un ou de l'autre ou même les deux sur certains morceaux.
Un DVD bonus contient des extraits d'un concert au Roxy à Los Angeles enregistré le 18 juillet 2004.

## Production
En 2004, MTV contacte Jay-Z dans le cadre de son émission Mash Ups show, en lui donnant carte blanche. Jay-Z contacte alors Mike Shinoda, qui commence à faire quelques tests de mash up entre leurs morceaux respectifs. Ils décident alors de retravailler et réenregistrer les morceaux existants pour les améliorer, pour ne pas seulement les remixer.

« Jay et moi avons réalisé que c'était mieux de ré-interpréter les parties rap, car si vous le faites sur un nouveau beat, la vibe change et vous devez faire votre couplet différemment, »

— Mike Shinoda
Mike Shinoda demande ensuite aux autres membres de Linkin Park de refaire également les parties instrumentales et vocales, le tout en 4 jours.
Quelque temps plus tard, Jay-Z produit The Rising Tied, le 1er album de Fort Minor, un autre groupe de Mike Shinoda.

## Liste des pistes

### Disque 1: CD
| 1.    | Dirt Off Your Shoulder/Lying from You           | S. Carter, T. Mosley, Linkin Park                                                                                           | 4:04 |
| 2.    | Big Pimpin'/Papercut                            | S. Carter, T. Mosley, K. Joshua, Linkin Park                                                                                | 2:36 |
| 3.    | Jigga What/Faint                                | S. Carter, J. Burks, T. Mosley, Linkin Park                                                                                 | 3:31 |
| 4.    | Numb/Encore                                     | Linkin Park, S. Carter, K. West                                                                                             | 3:25 |
| 5.    | Izzo/In the End                                 | S. Carter, K. West, B. Gordy, A. Mizell, F. Perren, D. Richards, Linkin Park                                                | 2:44 |
| 6.    | Points of Authority/99 Problems/One Step Closer | Linkin Park, S. Carter, R. Rubin, N. Landsberg, F. Pappalardi, J. Ventura, L. Weinstein, W. Squier, T. Marrow, A. Henderson | 4:55 |
| 21:15 |                                                 | |      |

### Disque 2: DVD
1. Intro
2. In the Studio
3. Jay-Z Arrives
4. Rehearsal
5. Sound Check
6. Dirt Off Your Shoulder/Lying from You [Live][Multimedia Track]
7. Big Pimpin'/Papercut [Live]
8. Jigga What/Faint [Live]
9. Numb/Encore [Live]
10. Izzo/In The End [Live]
11. Points of Authority/99 Problems/One Step Closer [Live]

## Classements et certifications
| Classement (2004–2005)           | Meilleure position |
| -------------------------------- | ------------------ |
| Australie - ARIA Charts          | 8                  |
| Autriche                         | 5                  |
| Région flamande                  | 19                 |
| Région wallonne                  | 17                 |
| Canadian Albums Chart            | 6                  |
| Danemark                         | 7                  |
| Pays-Bas                         | 9                  |
| France                           | 20                 |
| Italie                           | 19                 |
| Nouvelle-Zélande                 | 4                  |
| Norvège                          | 1                  |
| Portugal                         | 4                  |
| Suède                            | 9                  |
| UK Albums Chart                  | 15                 |
| Billboard 200                    | 1                  |
| Billboard Top R&B/Hip-Hop Albums | 3                  |
| Billboard Top Rap Albums         | 3                  |

| Pays             | Certification |
| ---------------- | ------------- |
| Allemagne        | Or            |
| Australie        | Platine       |
| Autriche         | Or            |
| Brésil           | Or            |
| Canada           | 2 × Platine   |
| Danemark         | Or            |
| États-Unis       | 2 × Platine   |
| France           | Or            |
| Irlande          | 2 × Platine   |
| Italie           | Platine       |
| Nouvelle-Zélande | Platine       |
| Suisse           | Platine       |